# 郑亲王府
郑亲王府是位于北京市西城区大木仓胡同35号的清朝郑亲王济尔哈朗及其后裔的府第。

## 历史
据说，在明朝时，如今的郑亲王府所在地是姚广孝的府宅。
郑亲王济尔哈朗是清太祖努尔哈赤之侄，为清朝初年的“铁帽子王”之一。济尔哈朗逝世后，其次子济度袭爵，改封“简亲王”，乾隆四十三年（1778年），乾隆帝将济尔哈朗子孙世袭的“简亲王”封号恢复成“郑亲王”。
该府建于清朝顺治年间，济尔哈朗因力求王府建筑宏丽，从而超越了王府的规制。由于该府殿基逾制，又擅用铜狮、龟、鹤，故济尔哈朗于顺治四年（1647年）遭弹劾后罢官，并且罚款两千两白银。《钦定大清会典事例·工部·第宅》载，“顺治初年定王府营建悉遵之制，如基址过高或多盖房屋皆治以罪。四年，郑亲王建造王府，殿基逾制，又擅用铜狮、龟、鹤，罚银二千两，并罢议政。”由于自济度开始改封“简亲王”，故该府也改称“简亲王府”，直到乾隆四十三年随着封号恢复，才又改称“郑亲王府”。
乾隆十三年（1748年），第七代简亲王遭到斥革，乾隆帝命济尔哈朗之弟费扬武的裔孙德济承袭简亲王爵位。德济大力营造王府花园“惠园”，使该园成为北京王府花园之冠。《啸亭杂录》卷六载：“邸库中存贮银数万两。王见，诧谓其长史曰：‘此祸根也，不可不急消耗之，无贻祸后人也’。因散给其邸中人若干两，余者建造别墅，亭榭轩然。故近日诸王邸中以郑王园亭为最优”。惠园内“引池叠石，饶有幽致”，据传为李笠翁设计。钱泳《履园丛话》载：“惠园在京师宣武门内西单牌楼郑亲王府，引池叠石，饶有幽致，园后有雏凤楼，楼前有池，其后即内宫门楼。后有瀑布，高丈余，其声琅然可听。”惜如今花园已毫无遗迹。据说如今东单公园内的假山，便是当年惠园的旧物。 
郑亲王的爵位共承袭17次，其中第一次袭至第九次袭为“简亲王”。咸丰十一年（1861年）由于第十三代郑亲王端华作为“顾命八大臣”之一，在“辛酉政变”之后被慈禧太后赐自尽，籍没家产，该府也被没收。同治三年九月（1864年），郑亲王世爵恢复，由承志承继。同治三年十二月，追封承志的曾祖父经讷亨、祖父伊丰额、父亲西朗阿为和硕郑亲王。 同治十年六月（1871年），承志因案革爵。同治十年八月，庆至承袭郑亲王世爵，并发还家产宅第，该府复为郑亲王府。
中华民国时期，该府被抵押给西什库教堂，1925年又赁给中国大学作为校址。中国大学使用该府时，将该府后寝更名为“逸仙堂”，此名延用至今。中华人民共和国成立后不久，中国大学停办，该府成为中央人民政府教育部（后来经过多次更名，现在称为中华人民共和国教育部）的办公地。该府的后罩楼及若干附属建筑遭拆除，府内兴建了教育部办公楼及宿舍楼，该府西部的花园另建北京市二龙路中学。1985年，该王府进行了修缮。
由于教育部在王府原址上建了许多楼房，所以王府现存部分的格局被破坏。现在在原来王府中路建有教育部的一系列办公楼。在王府东路现存建筑中间，插建了教育部东1号楼至东5号楼。在北京市二龙路中学东侧，原来王府中路和西路之间，建有灰色的教育部西1号楼至西5号楼。王小波曾居住在教育部西3号楼，汪国真曾居住在教育部西2号楼。

## 建筑
清朝时，郑亲王府位于北京西城大木厂（今大木仓胡同），东为郑王府夹道（今大木仓北一巷），西侧为二龙坑（今称二龙路，实际该府西到今大木仓北二巷），府后为劈柴胡同（今辟才胡同）。该府全部面积八十多亩，房屋900余间，是清朝北京四大王府之一。
郑亲王府坐北朝南，原来分为东路、中路、西路。其中东路前躯突出，为整个王府的主要部分，东路主要建筑有：
- 正门：面阔三间，绿琉璃瓦顶，硬山式。如今该门挂有“中国教育发展基金会”的牌子，门前立有北京市文物保护单位“郑王府”的石碑。正门前左右两侧有一对墨绿色的铸铁路灯，为中国大学时期所立。
- 大宫门：面阔五间，绿琉璃瓦顶，硬山式。殿前正中台阶有汉白玉丹陛石。门外两侧有一对石狮子，故该门前的院落通称“狮子院”。这对石狮置于院内中间，总高各3米，雕于清朝初年。
  - 围房：灰瓦顶。从正门两侧向东、西延伸，折向北。
  - 阿斯门：围房东西两侧中间各连接阿斯门一座，均为面阔三间。
- 银安殿：面阔五间，绿琉璃瓦歇山顶，殿前正中台阶有汉白玉丹陛石
  - 东、西配楼：银安殿前东、西两侧翼楼面阔五间。如今，东配楼五间俱存，西配楼仅存靠北的三间。
- 垂花门（后寝门）：在逸仙堂前。
- 后寝（逸仙堂）：面阔七间。中国大学时期更名逸仙堂，延用至今。门楣上至今仍然悬挂“逸仙堂”的描金牌匾。
- 后罩楼：面阔七间。已经拆除。

郑亲王府中路、西路随大木仓胡同的街势而向北退缩数武，中路有另一院落，中路的一部分及西路为花园的范围。花园称“惠园”。如今，中路及西路建筑基本毁灭，花园的主要部分为北京市二龙路中学占据，中路及东路则被中华人民共和国教育部占据。

## 中國大學時期的鄭親王府

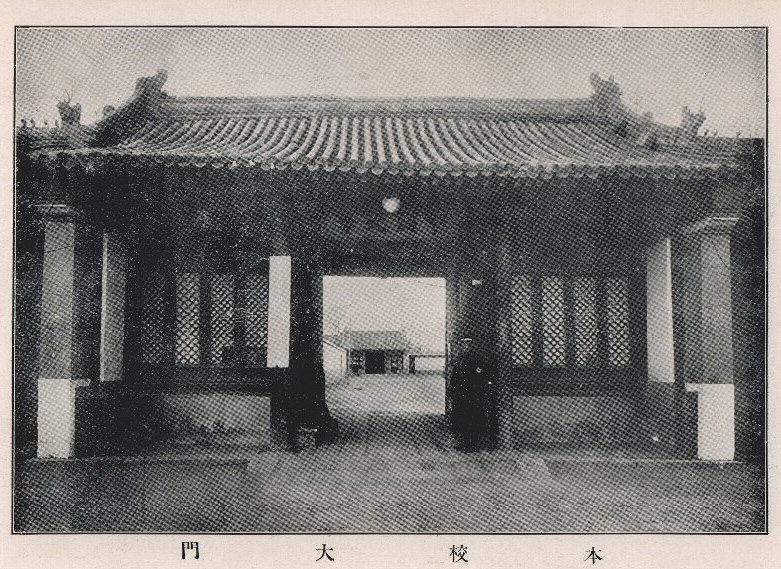
中國大學大門
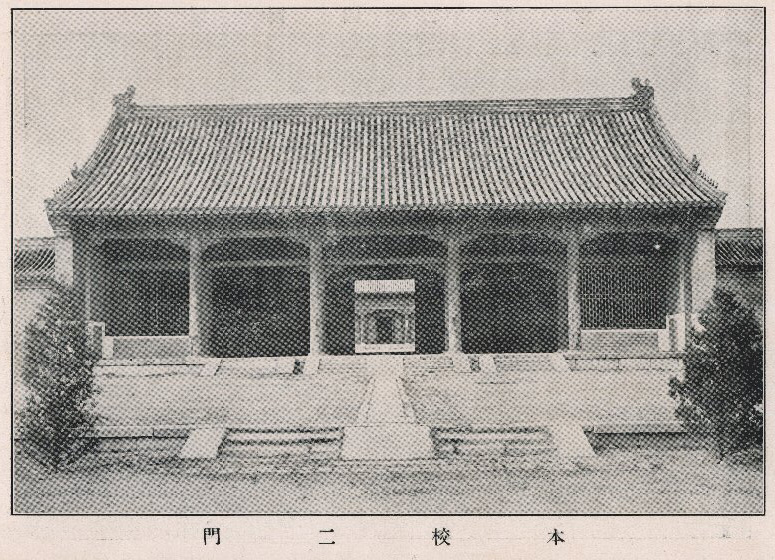
中國大學二門
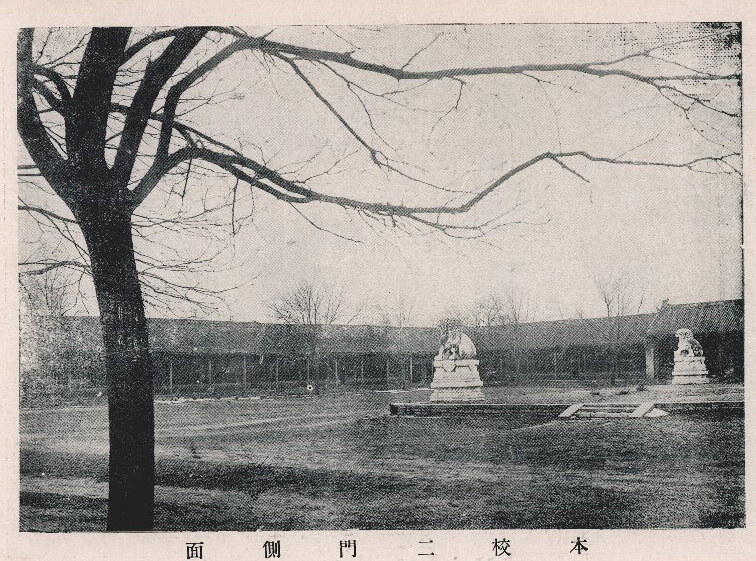
中國大學二門側面
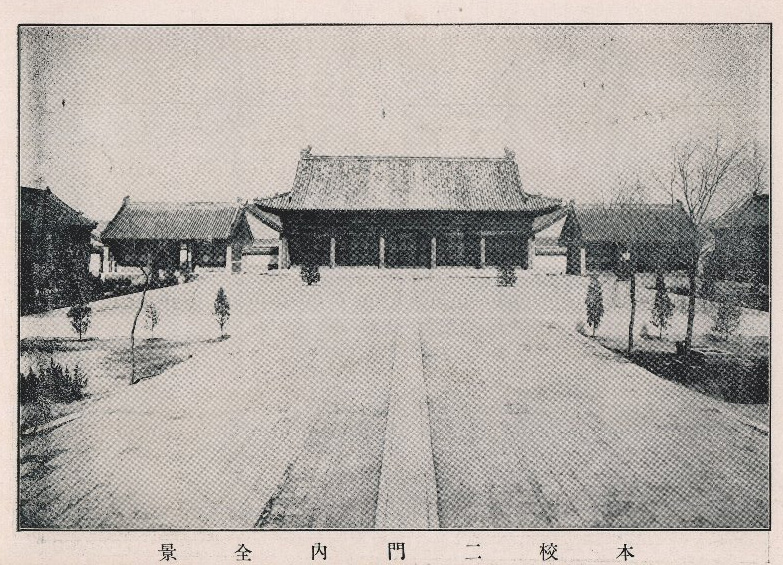
中國大學二門內全景
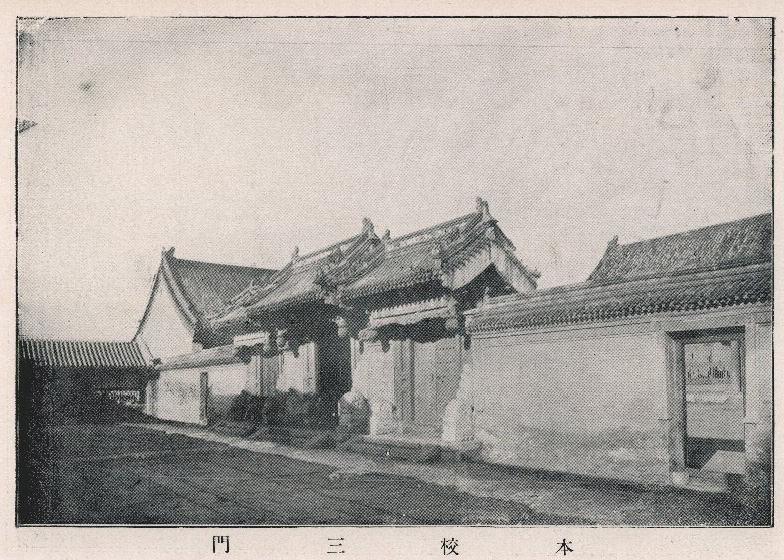
中國大學三門
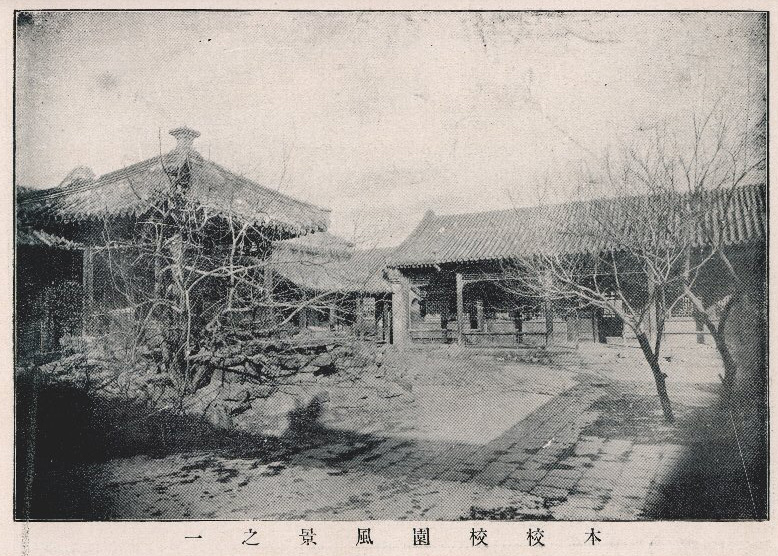
中國大學校園〔鄭親王府〕風景之一
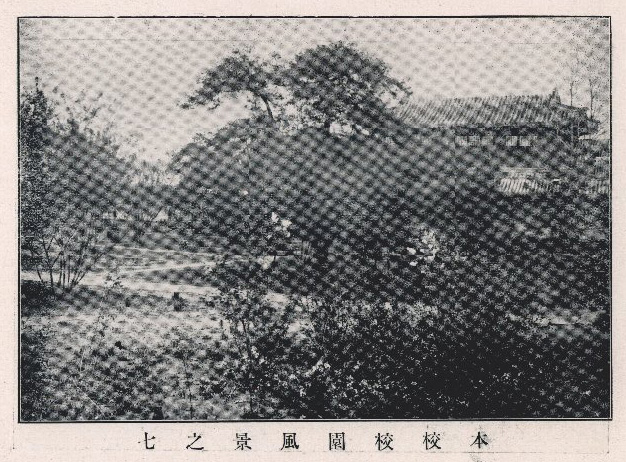
中國大學校園〔鄭親王府〕風景之七
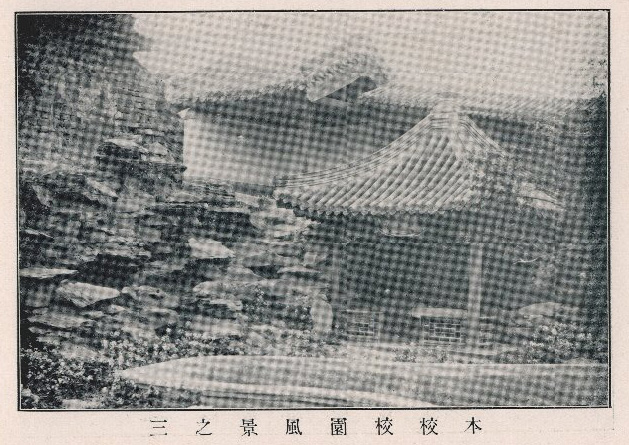
中國大學校園〔鄭親王府〕風景之三
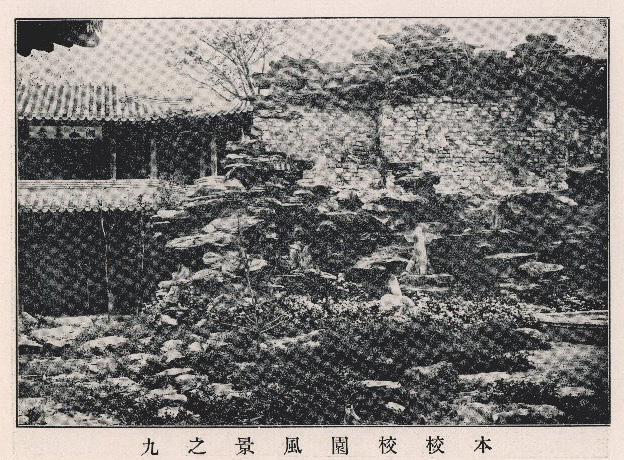
中國大學校園〔鄭親王府〕風景之九
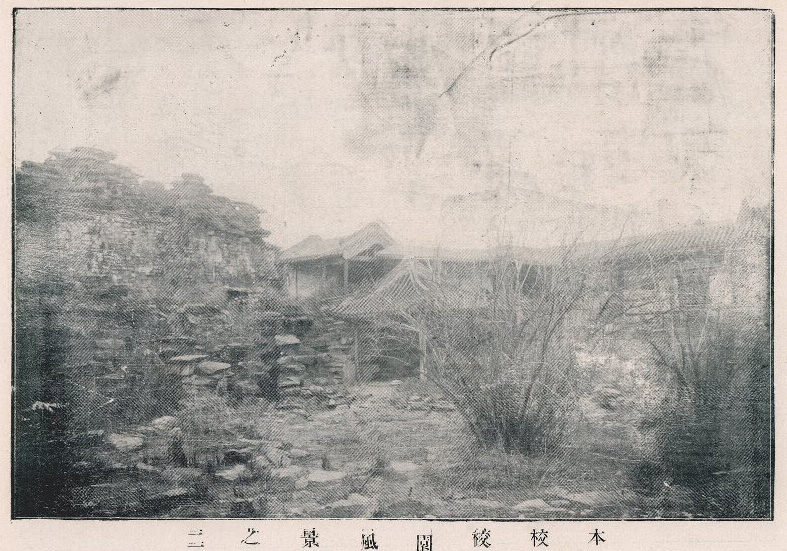
中國大學校園〔鄭親王府〕風景之二
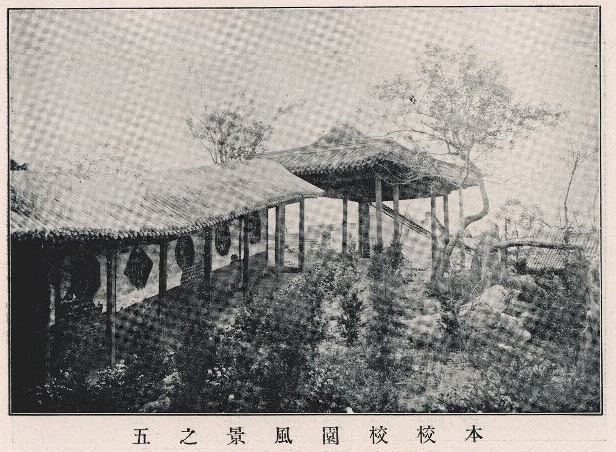
中國大學校園〔鄭親王府〕風景之五
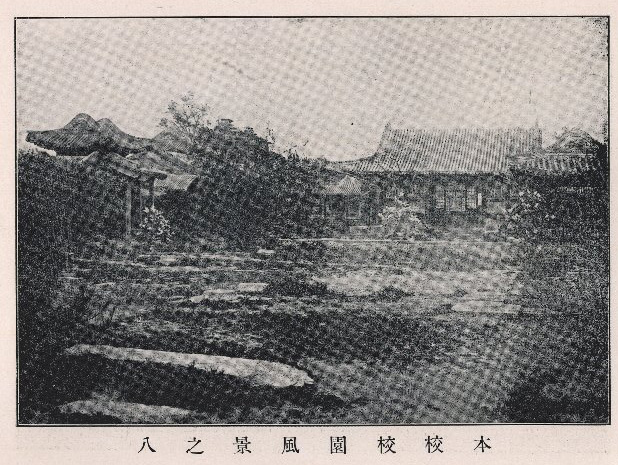
中國大學校園〔鄭親王府〕風景之八
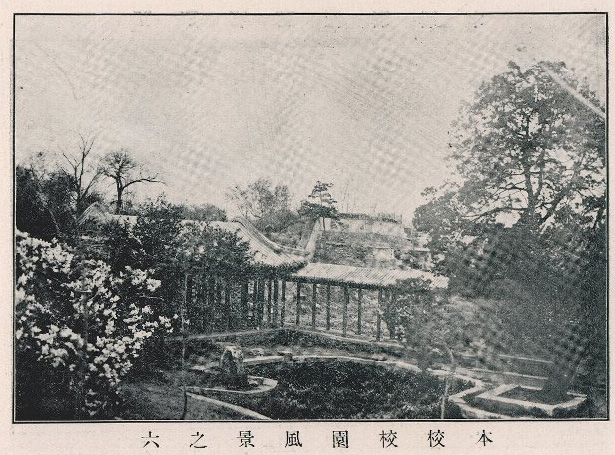
中國大學校園〔鄭親王府〕風景之六
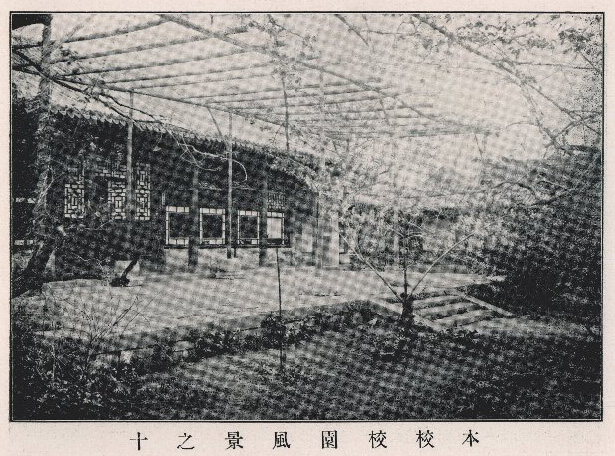
中國大學校園〔鄭親王府〕風景之十
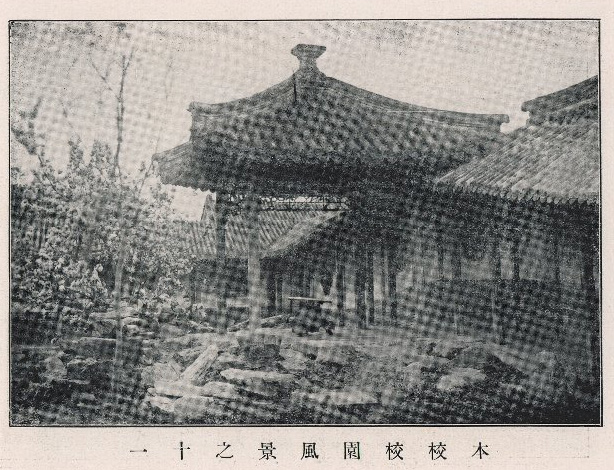
中國大學校園〔鄭親王府〕風景之十一
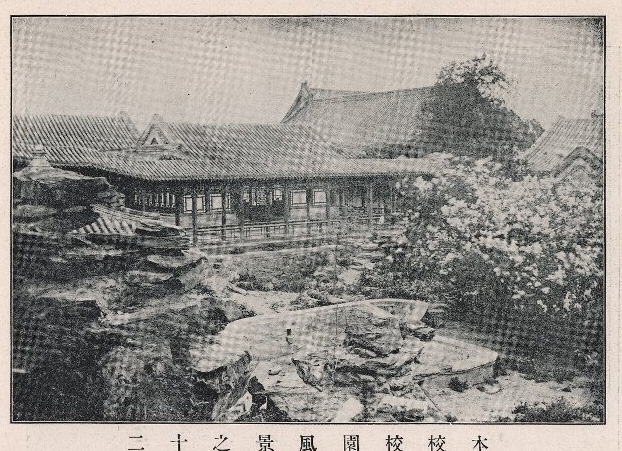
中國大學校園〔鄭親王府〕風景之十二
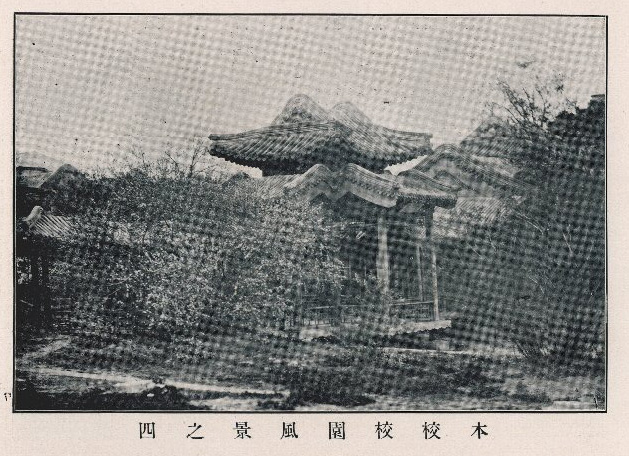
中國大學校園〔鄭親王府〕風景之四
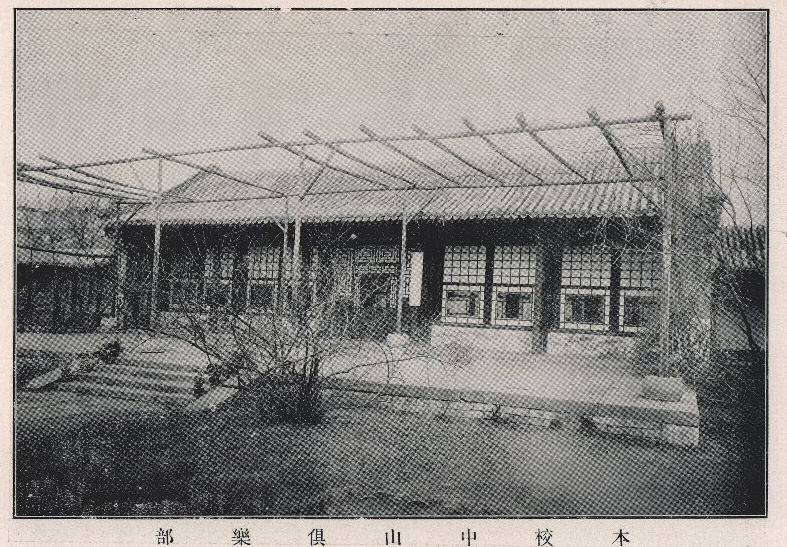
中國大學中山俱樂部
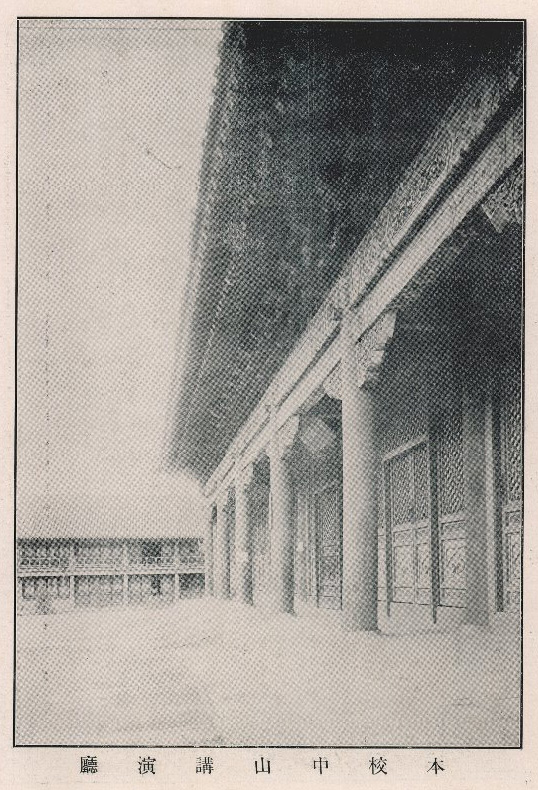
中國大學中山講演廳
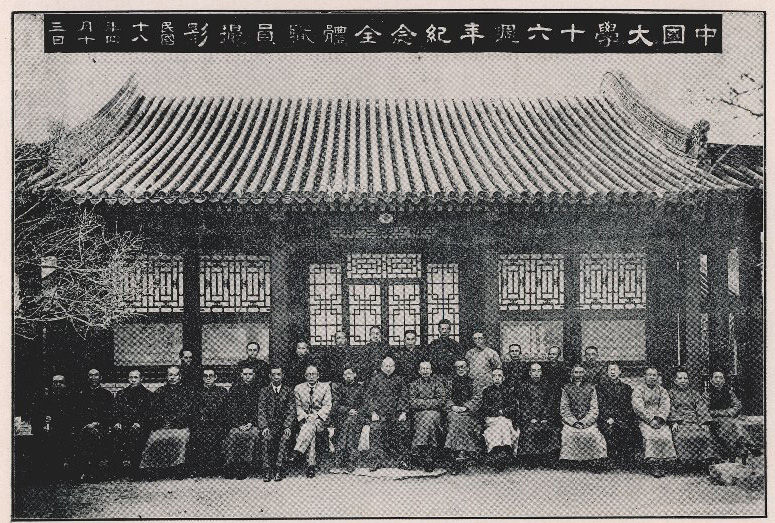
中國大學十六週年紀念全體職員攝影民國十八年四月十三日
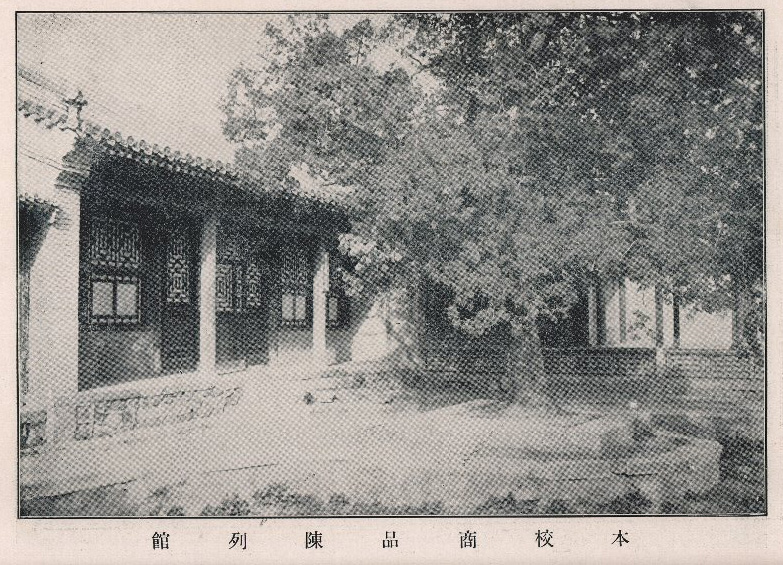
中國大學商品陳列館
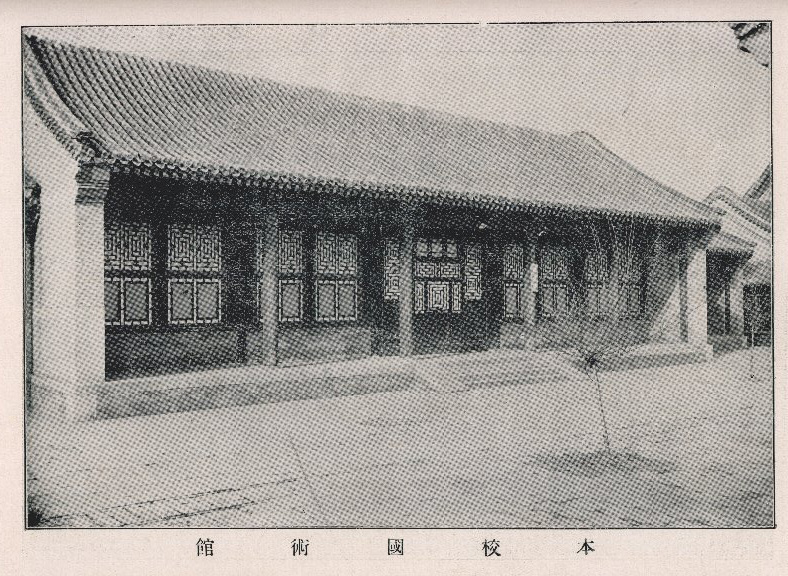
中國大學國術館
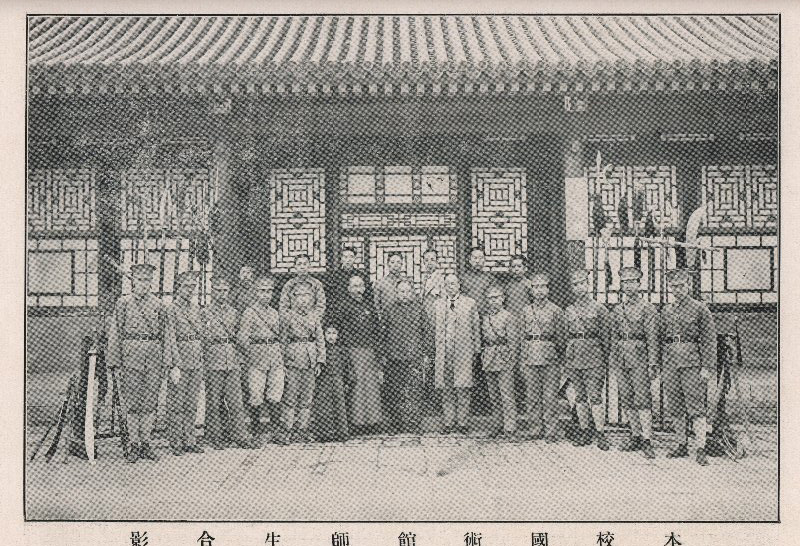
中國大學國術館師生合影
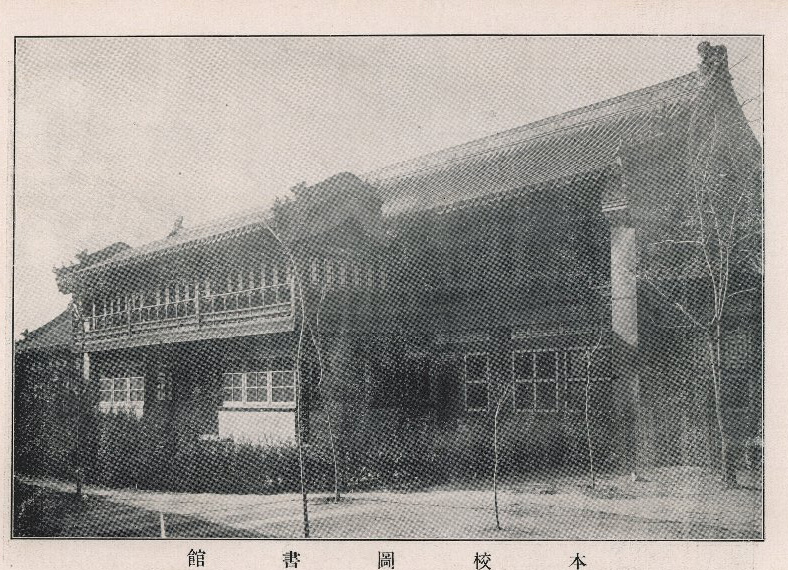
中國大學圖書館
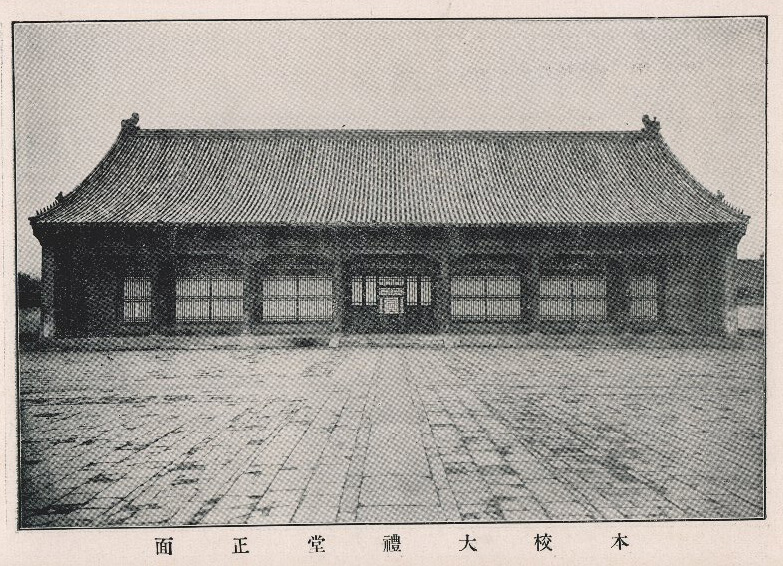
中國大學大禮堂正面
中國大學學生軍全體攝影
中國大學平民學校教職員攝影
中國大學平民學校教職員暨學生攝影
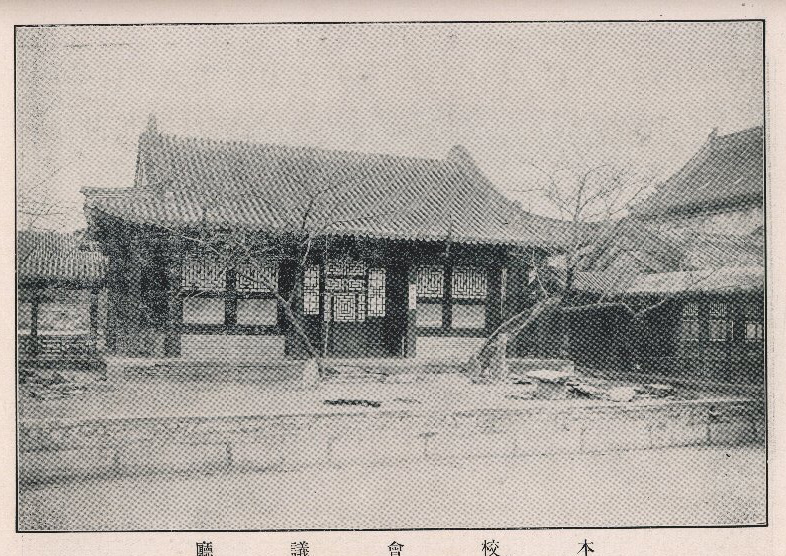
中國大學會議廳
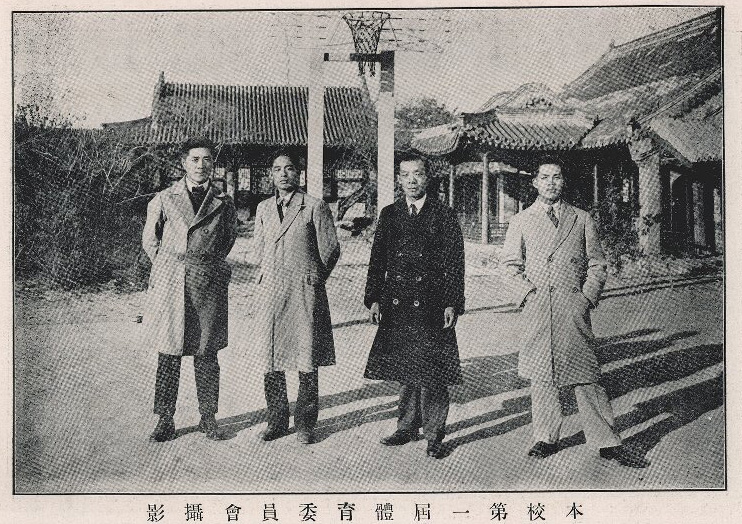
中國大學第一屆體育委員會攝影
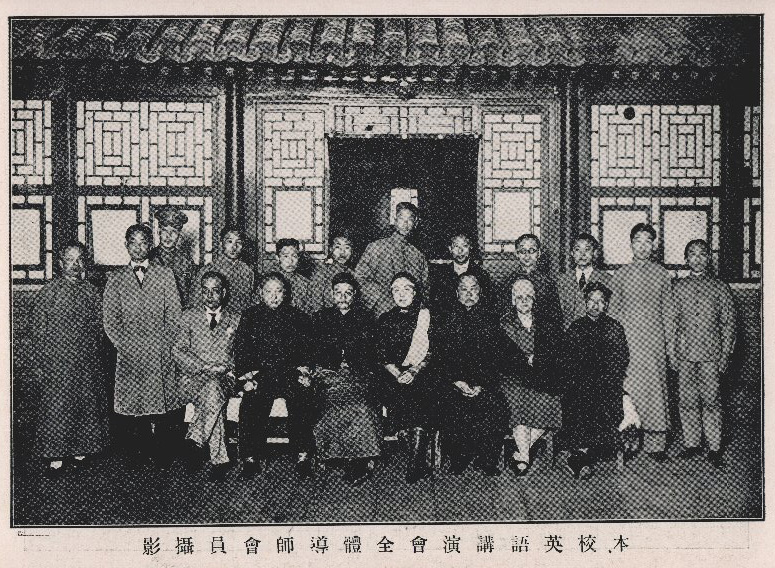
中國大學英語講演會全體導師會員攝影
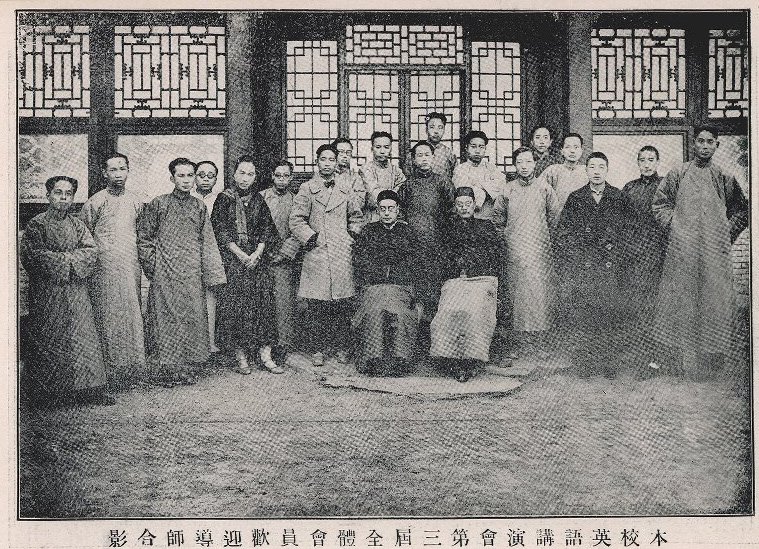
中國大學英語講演會第三屆全體會員歡迎導師合影
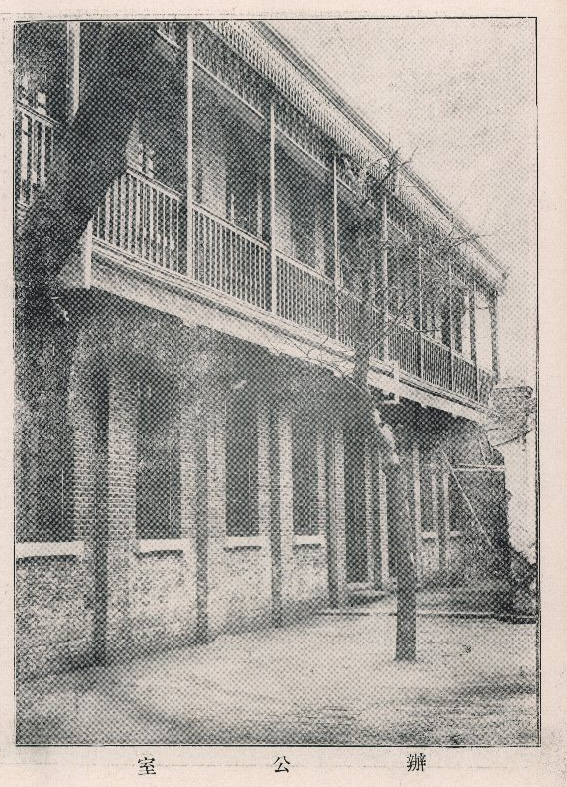
中國大學辦公室
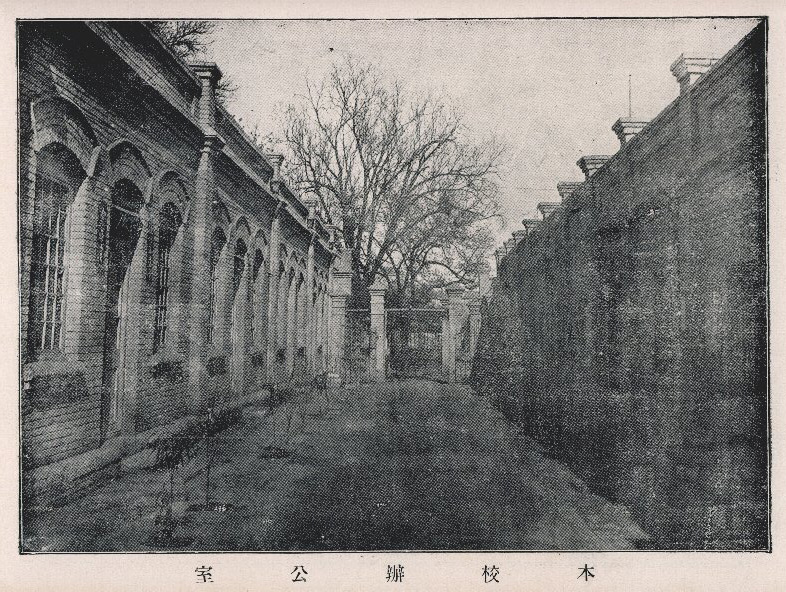
中國大學辦公室2
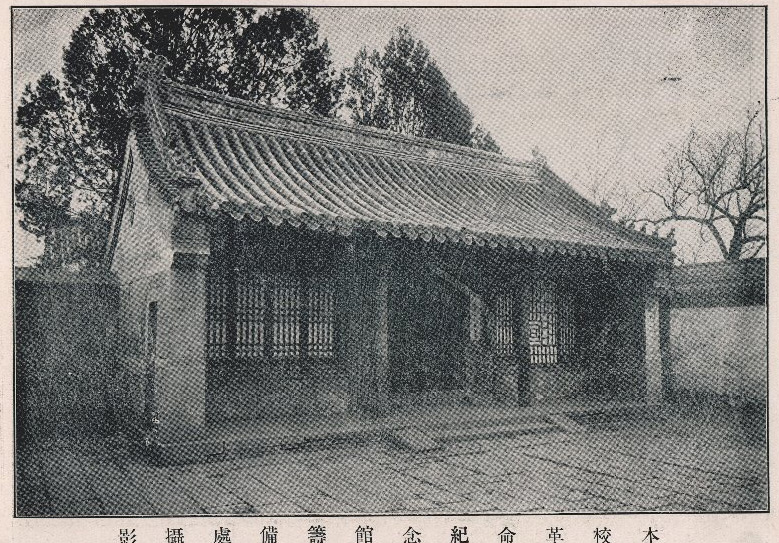
中國大學革命紀念館籌備處
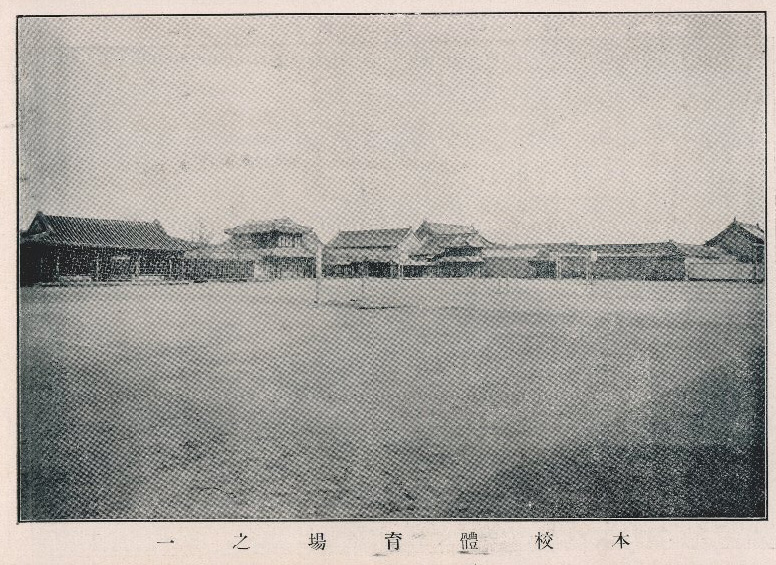
中國大學體育場之一
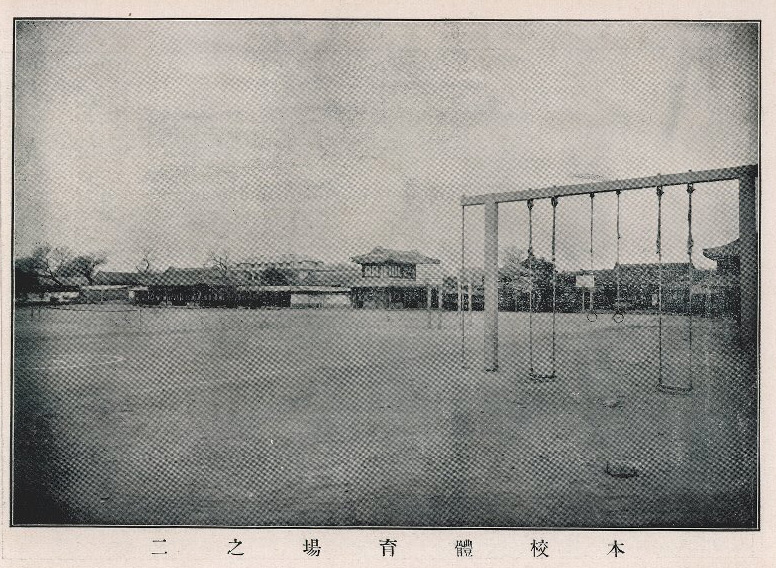
中國大學體育場之二
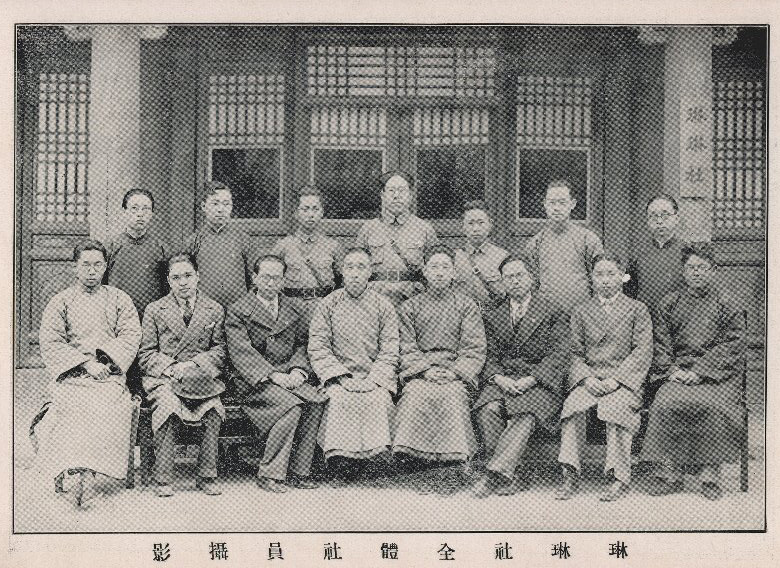
北平中國大學琳琳社全體社員攝影
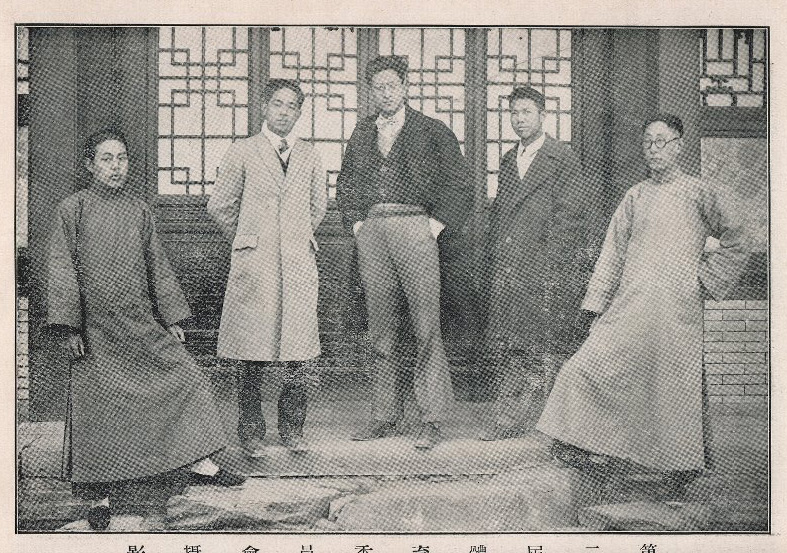
北平中國大學第二屆體育委員會攝影
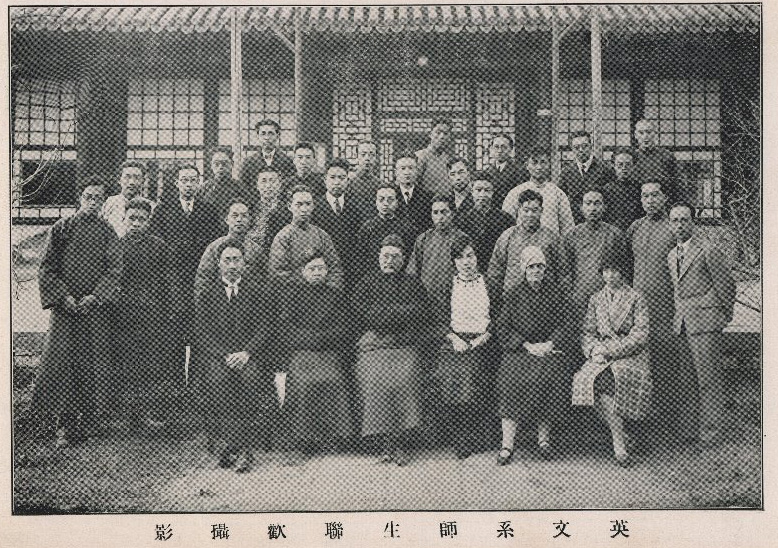
北平中國大學英文系師生聯歡攝影
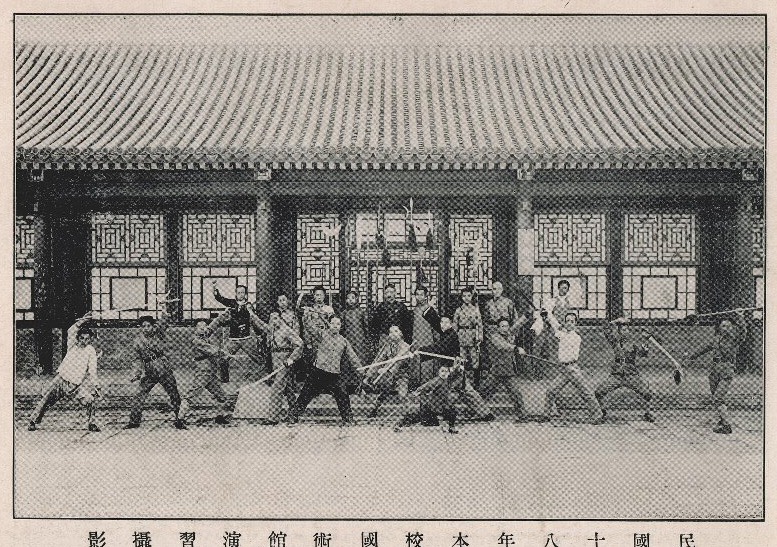
民國十八年中國大學國術館演戲攝影